# 뉴모바이러스과
뉴모바이러스과(Pneumoviridae)는 2015년에 파라믹소바이러스과의 아과인 뉴모바이러스아과(Pneumovirinae)를 승격시키며 새로이 명명된 바이러스의 과이다. 자연 상태의 숙주로는 인간, 소, 그리고 설치류가 있다. 해당 과에는 메타뉴모바이러스와 오르토뉴모바이러스의 두 속이 포함되며, 총 5개의 종이 존재한다. 이 종들의 특징들 중 하나는 다형성으로 비리온이 구형이거나 필라멘트형 등의 다양한 형태로 존재할 수 있다. 또한 파라믹소바이러스과와 오르토믹소바이러스과 사이의 크기인 150에서 200nm의 직경을 가진다. 뉴클레오캡시드는 단백질로 이루어져 있고, 유전체는 나선형의 대칭성을 가진다. 뉴클레오캡시드의 직경은 13.5nm이고, 나선 사이의 간격(pitch)는 6.5nm이다. 유전체는 음성 단일가닥 비분절 RNA로 구성되며, 대략 15kb의 크기이고 11개의 단백질을 암호화한다. 특히 유전자에 M2-1과 M2-2 단백질을 암호화하는 M2 유전자가 존재하는데, 이는 다른 바이러스과에서는 찾아볼 수 없는 특징이다. 이 단백질들은 RNA 의존성 RNA 중합효소를 진행시키는 인자로 작용하여 RNA 합성을 촉진시킨다. 또한 해당 과의 바이러스들은 주로 호흡기에 감염되며, 호흡기 분비물을 통해 전염된다.

## 분류학
뉴모바이러스의 어원은 그리스어로 허파를 뜻하는 pneumo-와 라틴어로 점액질의 독을 의미하는 virus의 융합어다.
| 속                 | 종                       | 바이러스명 (축약어)                            |
| 메타뉴모바이러스   | 조류 메타뉴모바이러스*   | avian metapneumovirus (AMPV)                   |
| 메타뉴모바이러스   | 사람 메타뉴모바이러스    | human metapneumovirus (HMPV)                   |
| 오르토뉴모바이러스 | 소 오르토뉴모바이러스    | bovine respiratory syncytial virus (BRSV)      |
| 오르토뉴모바이러스 | 사람 오르토뉴모바이러스* | human respiratory syncytial virus A2 (HRSV-A2) |
| 오르토뉴모바이러스 | 사람 오르토뉴모바이러스* | human respiratory syncytial virus B1 (HRSV-B1) |
| 오르토뉴모바이러스 | 쥐 오르토뉴모바이러스    | murine pneumonia virus (MPV)                   |

*: 모식종

## 사람 메타뉴모바이러스
뉴모바이러스중에서 가장 먼저 분류된 종은 사람 메타뉴모바이러스(hMPV)이다. 어린이의 바이러스성 폐렴을 일으키는 가장 큰 원인들 중 하나로, 사람 오르토뉴모바이러스와 함께 꾸준히 유행하고 있다.

## 생체 주기
뉴모바이러스과의 바이러스들은 HN 당단백질을 통해 숙주세포의 HN 당단백질 수용체와 결합하여 부착한다. 이렇게 부착된 바이러스는 융합 단백질(F)를 통해 숙주 세포의 세포막과 자기 자신의 외피를 융합시키며, 곧이어 뉴클레오캡시드를 세포질 내로 방출한다. 이후 RNA 의존성 RNA 중합효소가 해당 바이러스의 유전체의 3' 말단에 부착하여 각 유전자를 전사시켜 mRNA를 만들고, 곧이어 숙주세포의 리보솜을 가지고 여러 가지 바이러스 단백질을 번역한다. 충분한 양의 P, N, L, M2 단백질이 합성되면 유전체가 복제되기 시작한다. 이렇게 유전체의 복제 과정이 모두 끝나면 P, L, M 단백질이 이 유전체와 결합하여 하나의 리보뉴클레오캡시드를 만둔다. 유전체의 전사, 복제, 번역 및 바이러스의 조립이 모두 세포질에서 일어난다. 비리온 조립이 모두 끝나면 출아를 통해 숙주세포 바깥으로 방출된다.

## 단백질
N- 뉴클레오캡시드 단백질. 바이러스의 복제와 전사를 위해 꼭 필요한 단백질이다. 바이러스 유전체의 외부를 감싸며 캡시드를 형성한다.
P- 인단백질. 전사에 필요하다. RNA 의존성 RNA 중합효소의 부착과 M2 단백질을 모으는 기능을 한다.
M1- 기질 단백질. 뉴클레오캡시드와 외피의 상호작용을 촉진한다.
M2-1- 기질 단백질. 유전자내 및 유전자간 전사인자로 작용하며, mRNA 전사체의 신장과정에 필요하다. 안정성을 부여하여 신장이 초기에 종결되지 않도록 한다.
M2-2- 기질 단백질. 전사와 복제를 조절하는 과정에 사용된다. 과발현시에 바이러스 복제를 억제하는 현상이 관찰되었다.
F- 융합 단백질. 1유형 당단백질로 바이러스와 숙주세포막 사이의 융합을 촉진한다.
SH- 작은 소수성 단백질. 필수적이지 않으며, 정확한 기능도 알려지지 않았다. 막의 투과성을 바꾸거나 숙주세포의 세포자살을 막는다고 추정된다.
G- 2유형 당단백질. 바이러스가 글리코사미노글리칸의 상호작용을 통해 숙주세포에 부착되도록 한다.
L- RNA 의존성 RNA 중합효소. 복제에 필수적이다.7-메틸구아노신 모자를 5'말단에 부착시키며, 다중 A 꼬리를 3'말단에 부착시킨다.